# Randolph Greenfield Adams
Randolph Greenfield Adams (Filadelfia, 7 de noviembre de 1892-Ann Arbor, 4 de enero de 1951) fue un bibliotecario e historiador estadounidense, director de la Biblioteca William L. Clements de la Universidad de Míchigan en Ann Arbor, Míchigan, durante 28 años.

## Biografía

### Primeros años
Adams nació en Filadelfia; hijo de John Stokes Adams, abogado y escritor, y Heloise Zelina Root. Adamas escribió más tarde: "Mi padre era hijo de un juez de Kentucky que se casó con un cuáquero de Filadelfia; mi madre era hija de un puritano de Connecticut que se casó con una chica mayoritariamente francesa. (Haría falta un psicólogo para entender eso)".

### Carrera
Asistió a la Academia Episcopal y a la Universidad de Pensilvania, donde se graduó como Phi Beta Kappa en 1914. Como estudiante, fue moderador de la Philomathean Society y supervisó la publicación de A History of the Philomathean Society of the University of Pennsylvania (1913). Pasó ese verano en Europa y estuvo en Berlín cuando estalló la Primera Guerra Mundial por lo que fue repatriado a través de los Países Bajos. Después de estudiar inicialmente derecho allí, se convirtió en asistente de historia en la Universidad de Pensilvania en 1915 y miembro de historia en la Universidad de Chicago en 1916. Su carrera académica se vio brevemente interrumpida al servir en el ejército estadounidense. El 7 de junio de 1917 se alistó como soldado raso y diez días después se casó con Helen Newbold Spiller. Después de servir en un hospital de base en Francia con la unidad de la Universidad de Pensilvania, fue nombrado segundo teniente en el Cuerpo de Intendencia y dado de baja en 1919. Luego se convirtió en beneficiario Carnegie en derecho internacional en la Universidad de Pensilvania y obtuvo su doctorado. en la historia en 1920. Su tesis doctoral, Political Ideas of the American Revolution, se publicó en 1922. Fue mentor de Howard Henry Peckham, quien lo ayudó a organizar la biblioteca y más tarde se convirtió en un consumado historiador involucrado en investigaciones innovadoras sobre la Revolución de las Trece Colonias.
Adams pasó los siguientes tres años como profesor asistente de historia en el Trinity College. Por recomendación del bibliotecario George Parker Winship, director de la Biblioteca Widener de la Universidad de Harvard, fue entrevistado por William L. Clements para el puesto de director de la nueva biblioteca que estaba fundando, la Biblioteca William L. Clements, un depósito de manuscritos en la Universidad de Míchigan. Aunque no tenía experiencia ni formación como bibliotecario, su amplio conocimiento y erudición histórica se combinaron con una experiencia en libros raros, iniciada en la infancia por el coleccionista A. Edward Newton, amigo de John Stokes Adams.
En 1923, Adams fue nombrado director de la Biblioteca Clements y profesor de historia en la Universidad de Míchigan, cargos que ocupó hasta su muerte en 1951. Inicialmente, la biblioteca constaba de la colección personal de Clements, miles de libros raros, periódicos, mapas y manuscritos, incluidos los documentos del general Thomas Gage, Henry Clinton, George Germain, William Petty y los generales Freiherr von Jungkenn y Nathanial Greene. Adams amplió los fondos de la biblioteca con adquisiciones importantes como la Biblia india de Eliot de 1663 y The Valley of the Mississippi Illustrated por John Caspar Wild y Lewis Foulk Thomas. Durante el mandato de Adams, la Biblioteca Clements se convirtió en una importante institución de investigación y depósito.
Las opiniones de Adams a menudo iban en contra de las tendencias que se desarrollaban en la profesión bibliotecaria. Si bien los bibliotecarios promovieron un mayor acceso de los usuarios a los materiales, él rechazó a las personas que buscaban acceso a los fondos de la Biblioteca Clements si consideraba que sus necesidades eran inadecuadas. En su controvertido ensayo Library Quarterly de 1937, "Los bibliotecarios como enemigos de los libros", se quejó de que los bibliotecarios restaban importancia a los libros y la erudición en favor de otras responsabilidades.
La beca publicada de Adams incluye A History of the Foreign Policy of the United States (1924), un libro de texto, Gateway to American History (1927) y Pilgrims, Indians and Patriots (1928), dos obras para un público juvenil, y Three Americanists: Henry Harrisse, Bibliographer; George Brinley, Book Collector; Thomas Jefferson, Librarian (1939), una colección de las conferencias de A. S. W. Rosenbach. Editó Selected Political Essays of James Wilson (1930) y contribuyó con numerosas entradas al Dictionary of American Biography y al Dictionary of American History, y se desempeñó como editor de The Colophon and Quarto, este último una publicación de la Biblioteca Clements.

### Últimos años
Adams era conocido como un adicto al trabajo y evitaba los deportes y el entretenimiento, y una vez dijo: "El bridge de contrato es el sustituto de la investigación para los idiotas". Falleció de una enfermedad cardíaca en Ann Arbor, Míchigan, en 1951 y fue enterrado en el cementerio West Laurel Hill en Bala Cynwyd, Pensilvania.

## Otras lecturas
- «Howard H. Peckham». University of Michigan: Faculty History Project. Archivado desde el original el 20 de abril de 2016. Consultado el 7 de abril de 2016.